# سفارة السويد في بوليفيا
سفارة السويد في بوليفيا هي أرفع تمثيل دبلوماسي لدولة السويد لدى بوليفيا. تقع السفارة في لاباز وهي تهدف لتعزيز المصالح السويدية في بوليفيا.

## وصلات خارجية
- قائمة سفارات السويد
- قائمة السفارات في بوليفيا